# Dorking

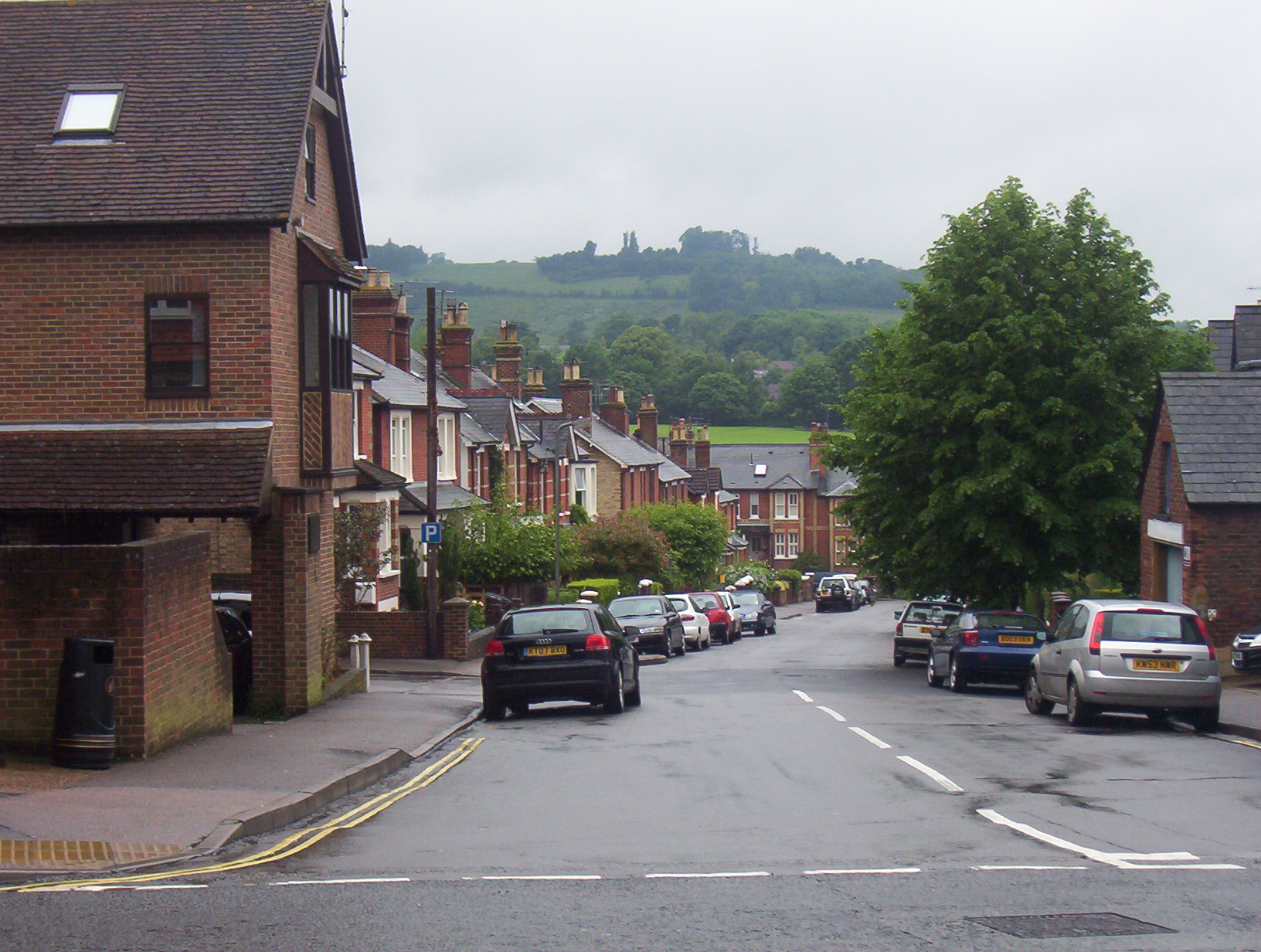
Ulica w Dorking

Dorking – miasto w Wielkiej Brytanii, w Anglii, w regionie South East England, w hrabstwie Surrey, położone nad rzeką Mole. W 2001 r. miasto to zamieszkiwało 17 000 osób.
Miejsce śmierci Mariana Hemara.

## Miasta partnerskie
- Güglingen, Niemcy
- Gouvieux, Francja